# Angitia eriopica
Angitia eriopica là một loài bướm đêm trong họ Noctuidae.